# Borzysław (imię)
Borzysław – męskie imię pochodzenia słowiańskiego. Wywodzi się od słów oznaczających „ten, który zdobywa sławę w boju”. Rosyjskim odpowiednikiem tego imienia jest Borisław (Борислав).
Borzysław imieniny obchodzi 19 czerwca.
Znane osoby o tym imieniu:
- Borzysław (1316—1317) – arcybiskup gnieźnieński
- Borislav Đorđević (ur. 1953) – jugosłowiański piłkarz pochodzenia serbskiego
- Borislav Kostić – serbski szachista, arcymistrz
- Borisław Michajłow – bułgarski piłkarz